# Клаудија Хајл
Клаудија Хајл (Беч, 24. јануар 1982 — Беч, 31. март 2011) била је аустријска џудисткиња у велтер категорији (до 63 кг).

## Спортска биографија
Клаудија Хајл била је висока 176 цм, а тешка 65 кг.
Први велики успех у каријери остварила је на Светском првенству за јуниоре 2000. године освајањем бронзане медаље. Исте године је друга на европском сениорском првенству. Године 2001. на Светском првенству у Минхену заузела је 5. место.
Највећи успех постигла је на Олимпијским играма у Атини 2004, освојила је сребрну медаљу у велтер категорији (до 63 кг), изгубивши у финалу од Јапанке Ајуми Танимото.
У каријери има освојених 5 медаља за европских првенстава, две сребрне (2001, 2005) и три бронзане (2002, 2003, 2007). Клаудија Хајл је осам пута била првак Аустрије (1998, 2000, 2001, 2002, 2003, 2004, 2005, 2008).
Последње велико такмичење на којем је учествовала биле су Олимпијске игре у Пекингу, где је освојила 5. место. Каријеру је завршила годину дана касније, али је остала у џудоу као тренер млађих категорија.
Дана 31. марта 2011. из непознатих разлога извршила је самоубиство скоком са 6. спрата зграде у центру Беча.